# جوليانوفا
جوليانوفا (بالإيطالية: Giulianova)‏ هي بلدة ساحلية وبلدية في مقاطعة تيرامو في إيطاليا.

## السكان
في سنة 1861 بلغ عدد السكان 4٬837 نسمة، وتطور العدد ليصل في سنة 2011 لـ 23٬199 نسمة.
يظهر هذا المخطط البياني تطور النمو السكاني لـ جوليانوفا

## توأمة
لجوليانوفا اتفاقيات توأمة مع:
- مانتوفا

## أعلام
- دانييلي دي دوناتو
- دانيلي كوركي
- فيديريكو دل غروسو
- فيتوريو ميكولوتشي
- فرانكو تانكريدي